# Tachydromia smithi
Tachydromia smithi är en tvåvingeart som beskrevs av Chvala 1966. Tachydromia smithi ingår i släktet Tachydromia och familjen puckeldansflugor. Inga underarter finns listade i Catalogue of Life.